# بيير بورغينيون (سياسي)
بيير بورغينيون هو سياسي فرنسي، ولد في 6 فبراير 1942 في روان في فرنسا، وتوفي في 27 مارس 2019 في سان أوبين ليه إلبوف ‏ في فرنسا بسبب مرض قلبي وعائي. نشط حزبياً في الحزب الاشتراكي.

## مناصب
- انتخب عضو مجلس منطقة روان نورماندي ‏ لترشحه ضمن قائمة Sotteville-lès-Rouen [الإنجليزية]‏، خلال فترته النيابية ‏ (30 مارس 2014 – ).
- انتخب  خلال فترته النيابية ‏.
- انتخب Mayor of Sotteville-lès-Rouen ‏ (20 مارس 1989 – 5 أبريل 2014).
- انتخب نائب فرنسي عن دائرة الدائرة الثالثة من للسان البحرية [الإنجليزية]‏ خلال فترته النيابية [الإنجليزية]‏ (20 يونيو 2007 – 19 يونيو 2012).
- انتخب نائب فرنسي عن دائرة الدائرة الثالثة من للسان البحرية [الإنجليزية]‏ خلال فترته النيابية  [لغات أخرى]‏ (19 يونيو 2002 – 19 يونيو 2007).
- انتخب نائب فرنسي عن دائرة الدائرة الثالثة من للسان البحرية [الإنجليزية]‏ خلال فترته النيابية  [لغات أخرى]‏ (12 يونيو 1997 – 18 يونيو 2002).
- انتخب نائب فرنسي عن دائرة الدائرة الثالثة من للسان البحرية [الإنجليزية]‏ خلال فترته النيابية  [لغات أخرى]‏ (23 يونيو 1988 – 1 أبريل 1993).
- انتخب عضو مجلس جهوي ‏.
- انتخب نائب فرنسي عن دائرة دائرة السان البحرية ‏ خلال فترته النيابية  [لغات أخرى]‏ (2 أبريل 1986 – 14 مايو 1988).
- انتخب نائب فرنسي عن دائرة الدائرة الثالثة من للسان البحرية [الإنجليزية]‏ خلال فترته النيابية  [لغات أخرى]‏ (2 يوليو 1981 – 1 أبريل 1986).